# Кременчуцьке професійно-технічне училище
Кременчу́цьке професі́йно-техні́чне учи́лище (колишнє професійно-технічне училище № 1 м. Кременчука при виховній колонії управління Державного департаменту України з питань виконання покарань у Полтавській області )

## Історія
31 липня 2008 року наказом міністра освіти і науки України I. О. Вакарчука та голови державного департаменту України з питань виконання покарань В. В. Кощинець було підписано наказ № 716/209  про перейменування професійно-технічного училища N 1 м. Кременчука при виховній колонії управління Державного департаменту України з питань виконання покарань у Полтавській області
у Кременчуцьке професійно-технічне училище.

## Спеціальності
- Слюсар із механоскладальних робіт
- Слюсар-електромонтажник
- Токар
- Швачка
- Кухар
- Штукатур